# هاروتیون بویاخچیان
هاروتیون بارقامی بویاخچیان (ارمنی: Հարություն Բարեղամի Բոյախչյան؛  زادهٔ ۱۵ نوامبر ۱۹۰۷ - درگذشته ۱۸ مارس ۱۹۹۰) یک همه‌گیرشناس، دامپزشک و استاد اهل ارمنستان بود.

## زندگی‌نامه
در ۱۵ نوامبر ۱۹۰۷ در واغارشاپات به دنیا آمد و از انستیتو دام‌پروری و دام‌پزشکی ایروان (۱۹۳۵) فارغ‌التحصیل شد. وی در انستیتو دام‌پروری و دام‌پزشکی ایروان فعالیت می‌کرد.  وی همچنین برنده دانشمند شایسته ارمنستان شوروی شده است. وی در ۱۸ مارس ۱۹۹۰ در سن ۸۲ سالگی در ایروان درگذشت و در واغارشاپات به خاک سپرده شد.

## یادداشت
1. ↑  անասնաբուժական գիտությունների դոկտոր